# 木野花さわ
木野花 さわ（このはな -）は、日本の女性声優。主にアダルトゲームで活動している。

## 出演作品

### アダルトゲーム
- フェチ2 表の記憶（三枝 伊豆美）
- 巫女さん細腕繁盛記（メアリィ）
- えちぇろす（聖斗 愛子）
- 凌辱ファインダー（原田 奈々子)
- Soul Link（母親、髪の長い女性）
- School Daysシリーズ
  - School Days（小泉 夏美）
  - Cross Days（小泉 夏美）
  - School Days HQ（小泉 夏美）
- こすちゅーむ☆ぷれいやー（姫神 みつき）

### アダルトアニメ
- 淫母1/淫娘1（さおり）
- 淫母2/淫娘2（さおり）
- 淫母3/淫娘3（さおり）